# 锡登堡
锡登堡是德国下萨克森州的一个市镇。总面积14.22平方公里，总人口1255人，其中男性634人，女性621人（2011年12月31日），人口密度88人/平方公里。